# Juncus maximowiczii
Juncus maximowiczii är en tågväxtart som beskrevs av Franz Georg Philipp Buchenau. Juncus maximowiczii ingår i släktet tåg, och familjen tågväxter. Inga underarter finns listade i Catalogue of Life.